# Smells Like Children
Smells Like Children är en EP av industrimetalgruppen Marilyn Manson som släpptes 1995.  
Till en början var skivan tänkt att bli en remix-maxisingel, men tack vare en mängd bidrag från teknikern och Skinny Puppy-producenten Dave Ogilvie, Nine Inch Nails-keyboardisten Charlie Clouser och nytt material från bandet blev resultatet en blandad kombination av material. Skivan producerades av Trent Reznor och Marilyn Manson. 
På skivan finns en cover på låten Sweet Dreams (Are Made of This) av Eurythmics som blev en stor hit världen över. Även en cover på låten Rock and Roll Nigger av Patti Smith och I Put A Spell On You av Screamin' Jay Hawkins. 

## Låtlista
| Nr  | Titel                                         | Längd | Notering                    |
| --- | --------------------------------------------- | ----- | --------------------------- |
| 1.  | The Hands Of Small Children                   | 1:35  |                             |
| 2.  | Diary Of A Dope Fiend                         | 5:55  |                             |
| 3.  | Shitty Chicken Gang Bang                      | 1:19  |                             |
| 4.  | Kiddie Grinder                                | 4:23  | Remix                       |
| 5.  | Sympathy For The Parents 1                    | 1:00  |                             |
| 6.  | "Sweet Dreams (Are Made Of This)              | 4:52  | Eurythmics-cover            |
| 7.  | Everlasting Cocksucker                        | 5:15  | Remix                       |
| 8.  | Fuck Frankie                                  | 1:47  |                             |
| 9.  | I Put A Spell On You                          | 3:36  | Screamin' Jay Hawkins-cover |
| 10. | May Cause Discoloration Of The Urine Or Feces | 3:59  |                             |
| 11. | Scabs, Guns, And Peanut Butter                | 1:01  |                             |
| 12. | Dance Of The Dope Hats                        | 4:39  | Remix                       |
| 13. | White Trash                                   | 2:47  | Remixad av Tony Wiggins     |
| 14. | Dancing With The One Legged                   | 0:46  |                             |
| 15. | Rock'n'roll Nigger                            | 3:31  | Patti Smith-cover           |
| 16. | (Namnlös)                                     | 8:19  |                             |

## Medverkande
- Marilyn Manson: Sång
- Twiggy Ramirez: Bas
- Daisy Berkowitz: Gitarr
- Madonna Wayne Gacy: Keyboard
- Ginger Fish: Trummor